# Worpsweder Käseglocke

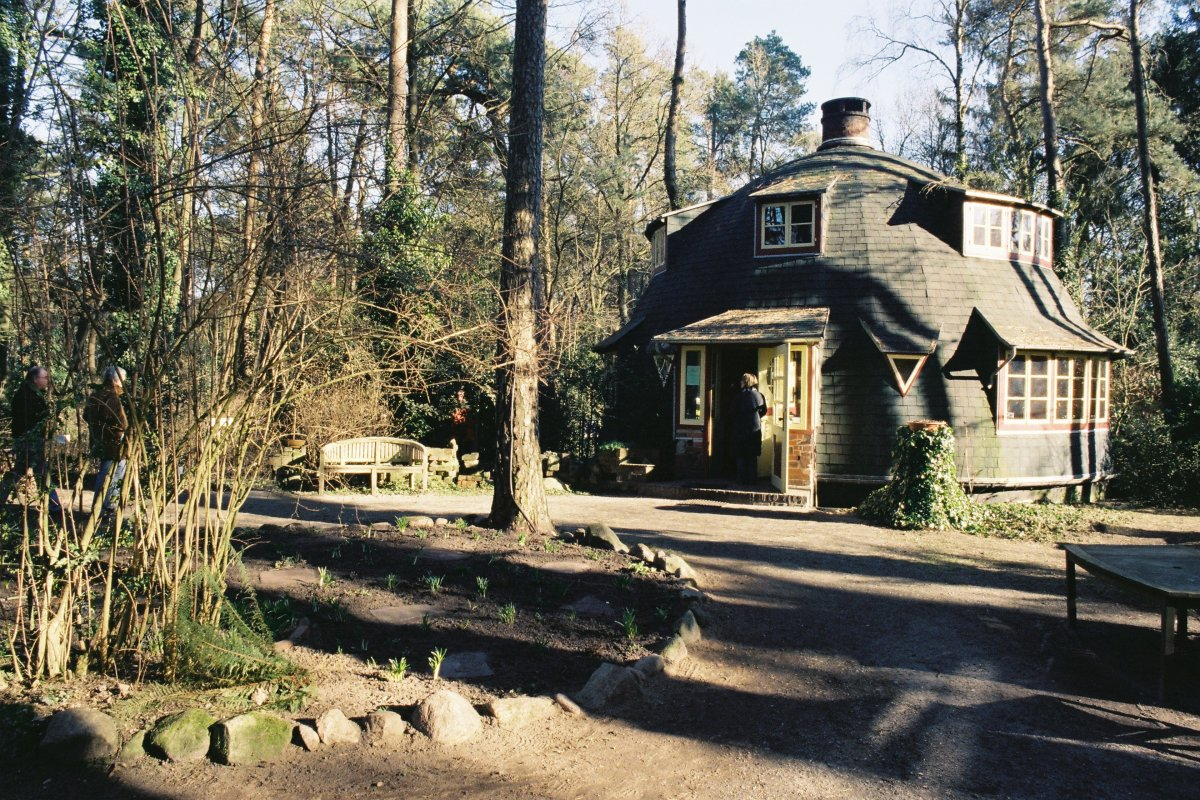
Die Worpsweder Käseglocke

Worpsweder Käseglocke ist die umgangssprachliche Bezeichnung für ein ehemaliges Wohnhaus im Künstlerdorf Worpswede in Niedersachsen, das heute als Museum für angewandte Kunst und Kunsthandwerk genutzt wird.
Es wurde 1926 nach den Plänen des Architekten Bruno Taut von dem Schriftsteller Edwin Koenemann erbaut. Das Holzhaus steht seit 1996 unter Denkmalschutz und wurde von 1995 bis 2001 vollständig renoviert. Das Gebäude, das wegen seiner ungewöhnlichen Iglu-Form Aufsehen erregte, erhielt von den Bewohnern Worpswedes den Namen „Käseglocke“.

## Edwin Koenemann
Edwin Koenemann (1883–1960) kam 1908 als junger Mann nach Worpswede mit dem Ziel, Künstler zu werden. Nach Fehlschlägen in mehreren kulturellen Genres hielt er sich als erster Fremdenführer des Künstlerdorfes über Wasser. Heute gehört Koenemann, dessen dritte Ehefrau Edita die Käseglocke bis zu ihrem Tod 1993 bewohnte, zu den bekannten Worpswedern. Sein ehemaliges Wohnhaus wurde 1994 von dem Verein „Freunde Worpswedes e. V.“ erworben und am 27. April 2001 als einziges Museum für Worpsweder Kunsthandwerk wiedereröffnet.
Die Geschichte von Koenemanns posthumem Ruhm begann Anfang der 1920er Jahre. Der Worpsweder Architekt Habich, der eng mit Bernhard Hoetger zusammenarbeitete, gab Koenemann, der sich für die expressionistische Strömung interessierte, eine ausgelesene Ausgabe der 1921/22 erschienenen Taut-Zeitschrift Frühlicht. Koenemann stieß in diesem Exemplar auf die Pläne für ein Taut-Einfamilienhaus, das auf der Mitteldeutschen Ausstellung in Magdeburg („MIAMA“) entstehen sollte, dort jedoch nicht errichtet wurde. Es handelte sich um ein Kuppelwohnbau oder Iglu-Haus, das bis dahin noch gar nicht gebaut worden war.

## Entwurf von Bruno Taut

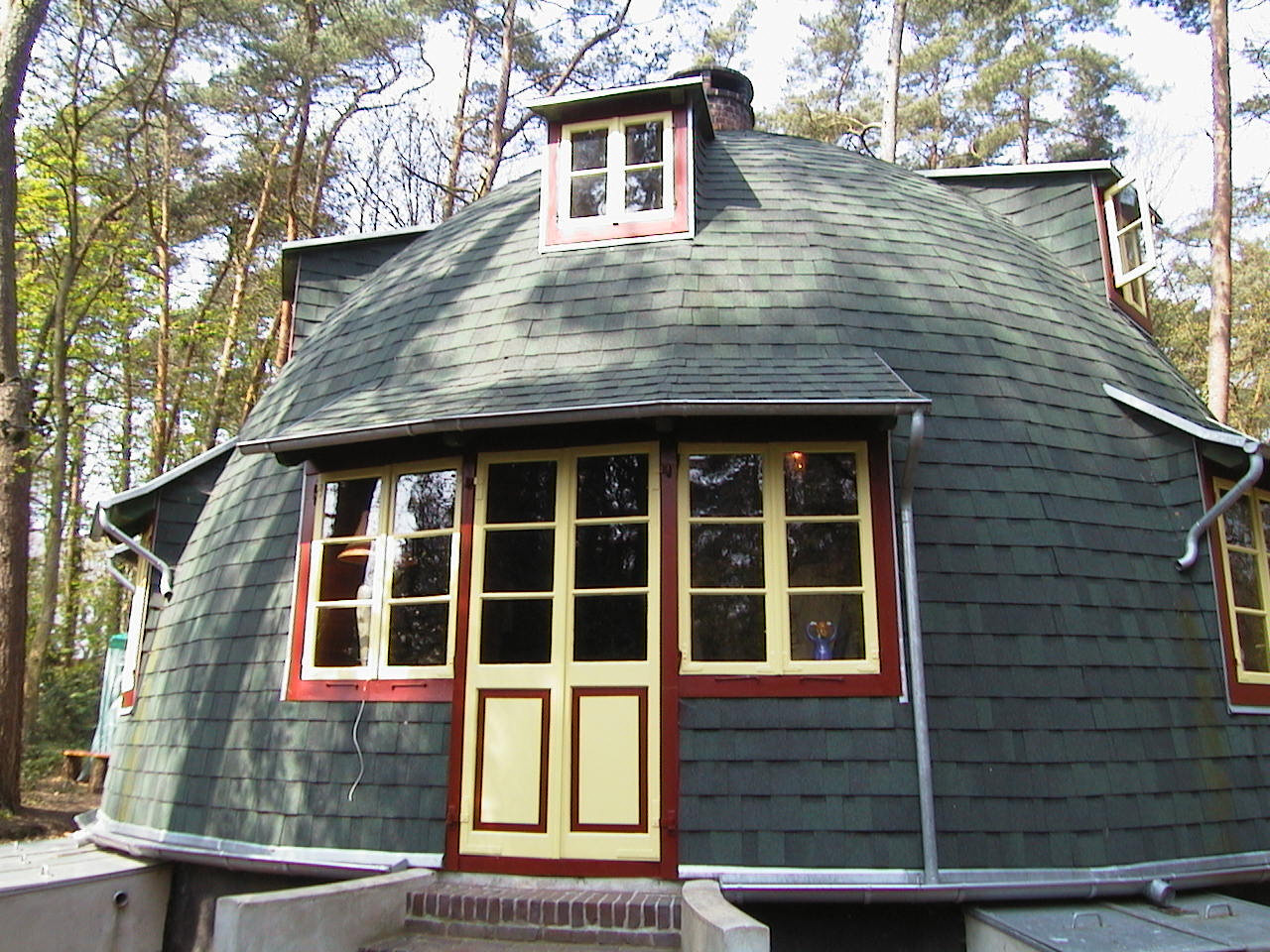
Rückseite

Der Iglu, dessen Grundidee Taut bereits auf der Werkbund-Ausstellung 1914 mit dem Glaspavillon formuliert hatte, gehört in die Reihe experimenteller Architekturübungen der Nachkriegszeit Anfang der 1920er Jahre. Das Wohnen gerät hier zu einem beschützten, behaglichen Hausen. Architektur wird als eine organische Naturform formuliert – ohne Dekor und ohne die überkommenen akademischen Regeln. Der Schornstein des Iglus bildet die Mittelachse; um ihn herum windet sich die Treppe mit den einzelnen Kammern wie in einem Schneckenhaus. Die Fenstergauben scheinen aus der Schale herausgeklappt und damit Zugeständnisse an eine menschliche Nutzung zu sein.
Koenemann, der auch als Architekt dilettierte, erkannte in dem in nur geringer Auflage publizierten Entwurf seine Chance. Er nahm die knappen Zeichnungen aus dem „Frühlicht“ und benutzte sie als direkte Vorlage für sein eigenes Wohnhaus in einem Waldstück an der Worpsweder Lindenallee. 1926 wurde Koenemanns Haus fertiggestellt – er nannte es „Glockenhaus“. Koenemann und der von ihm beauftragte Zimmerer hielten sich beim Aufbau der Außenfassade eng an die Taut-Vorgaben. Nur im Detail kam es zu Veränderungen. So sind die beiden kleinen Fenster neben der Eingangstür nicht rechteckig wie bei Taut, sondern dreieckig ausgeführt.

## Inneneinrichtung
Im Inneren gestaltete Koenemann ein ganz eigenes Raumprogramm – das unterkellerte Bauwerk wurde von ihm auf 132 Quadratmeter im Unter- und Obergeschoss in 12 Räume unterteilt. So bekam der zentrale Raum des Untergeschosses, der auch im Traut-Entwurf als Wohnzimmer gedacht war, mit einem aus Fehlbrandstücken expressionistisch gefassten Kamin die dominante Stellung. Im Erdgeschoss des Iglus liegen neben dem Wohnzimmer und einer kleinen Toilette das Schlafzimmer, ein separates Badezimmer und die Küche. Im Obergeschoss befinden sich ein winziges Gästezimmer, eine weitere Küche, ein kleiner Abstellraum und ein großzügiger Atelierraum.
Das Haus mit einem Durchmesser von zehn Metern und ausschließlich abgeschrägten Wänden erwies sich als derart geräumig, dass das Obergeschoss von Koenemann und auch von seiner dritten Ehefrau Editha wiederholt vermietet wurde. Problematisch war allerdings die Beheizung zweier abgeschlossener Wohnungen, die zentral über den Kamin in der unteren Halle erfolgte.

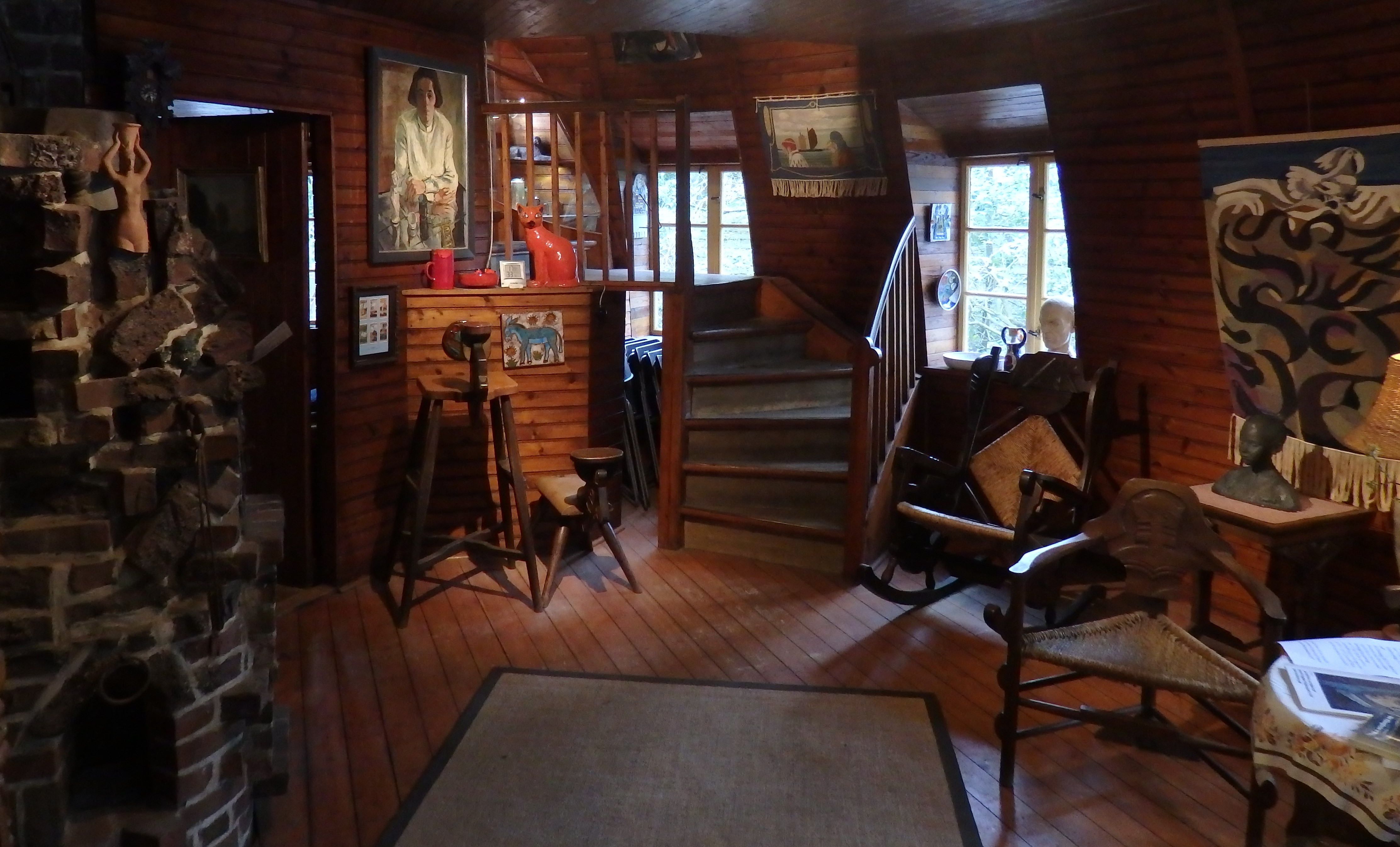
Erdgeschoss
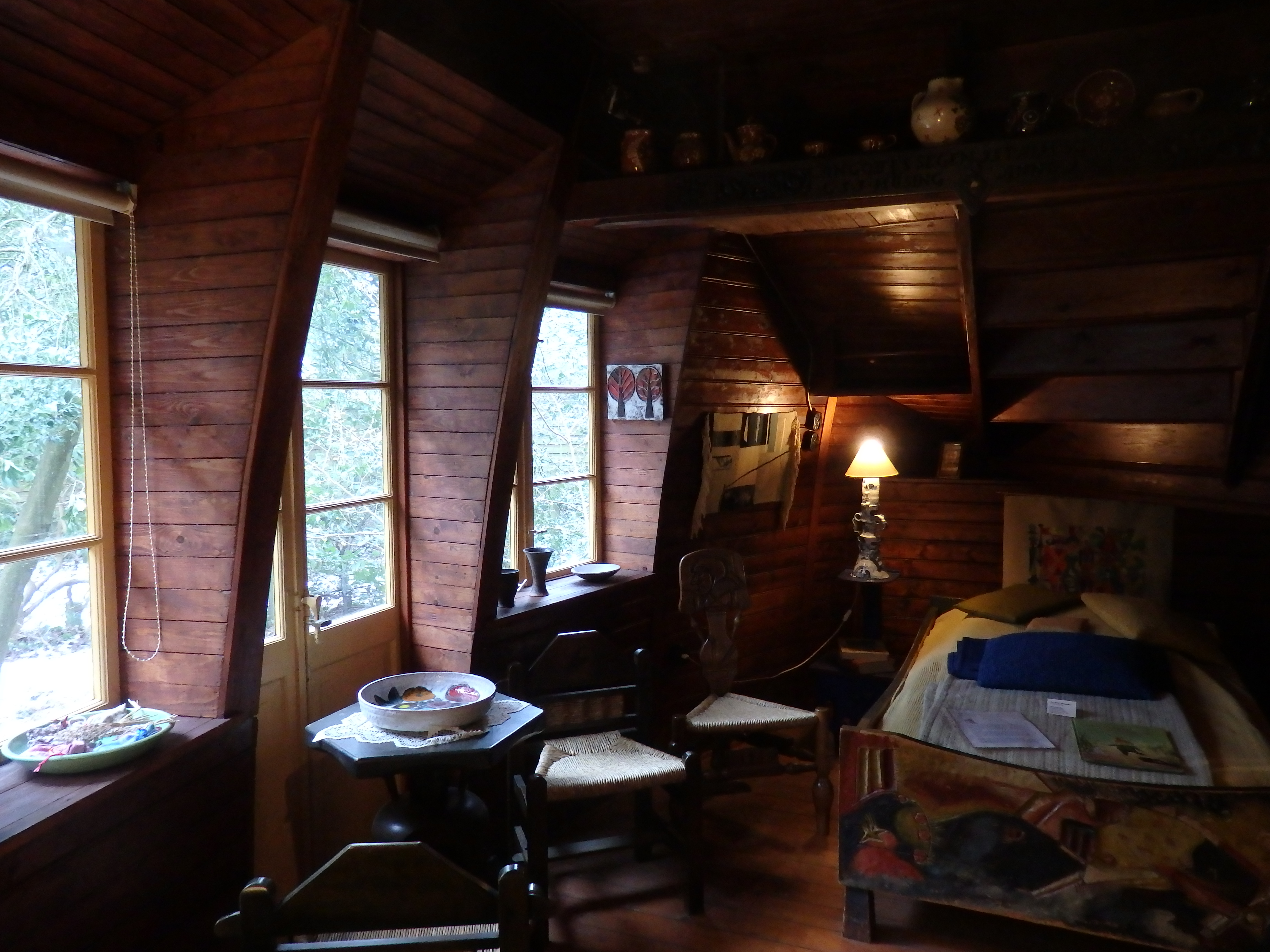
Schlafecke Erdgeschoss
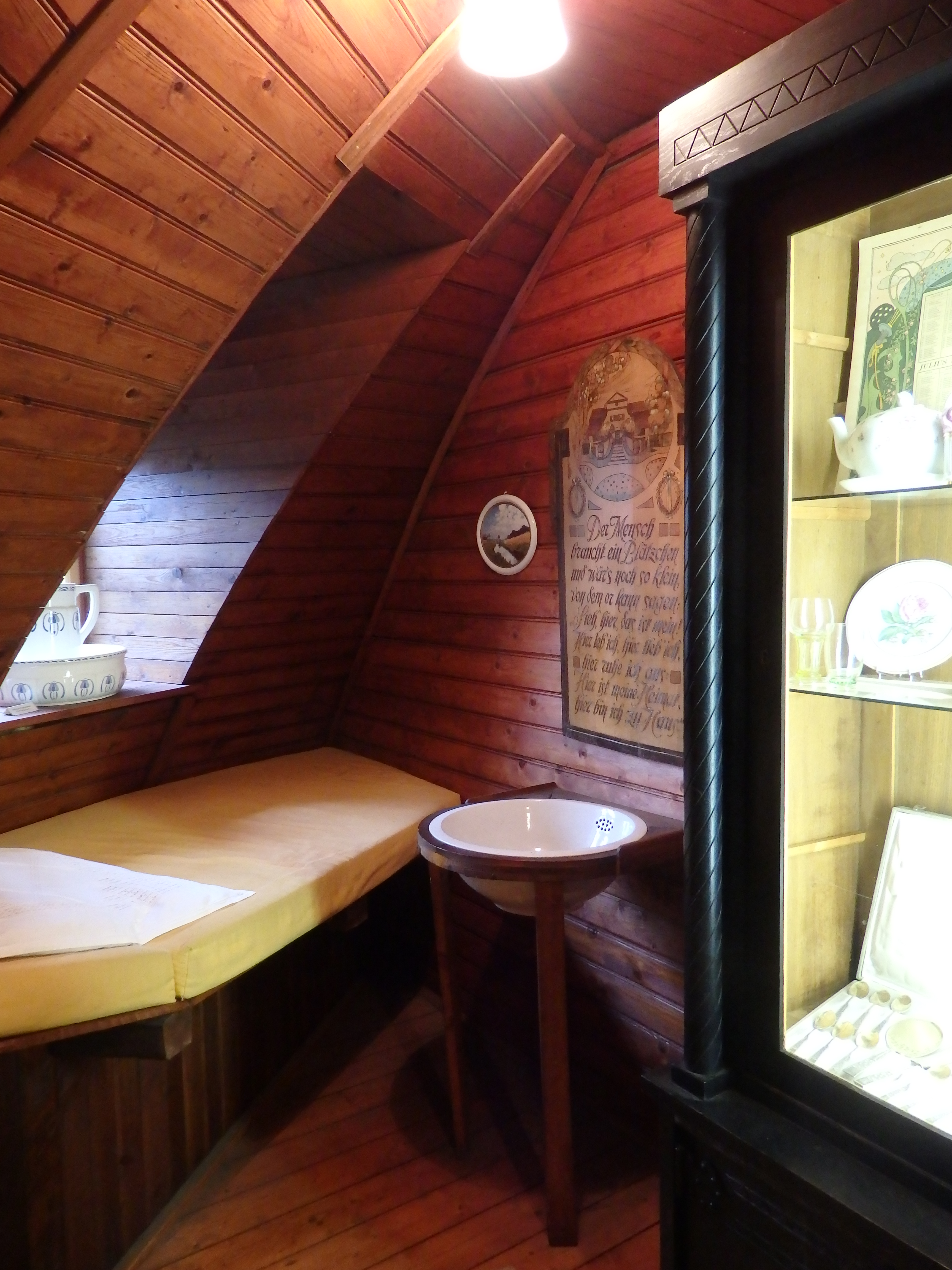
Schlafecke Obergeschoss

## Sehenswürdigkeit
Wie die Hoetger-Bauten wurde auch die „Käseglocke“ zu einer Sehenswürdigkeit des Künstlerdorfs. Schon zu Lebzeiten ermöglichte Koenemann Gästen den Zutritt gegen eine kleine Eintrittsgebühr und präsentierte den Besucherinnen und Besuchern skurrile Fundstücke und Werke Worpsweder Kunsthandwerker und Künstler.
Ende der 1920er Jahre besuchte Bruno Taut im Rahmen der Planung der Berliner Hufeisensiedlung Britz wiederholt den Worpsweder Gartengestalter Leberecht Migge. Migge war direkter Nachbar von Koenemann und Taut muss das Plagiat seines Entwurfs gesehen haben. Es ist nicht bekannt, wie er sich zu dem „geistigen Diebstahl“ Koenemanns stellte. Koenemann gab sich weiterhin als genialer Schöpfer dieser Architektur aus.
Lange nach Koenemanns Tod bemerkte ein Kunsthistoriker die Taut-Entwürfe im „Frühlicht“ und entdeckte damit in Worpswede ein einzigartiges Taut-Bauwerk. Der Verein Freunde Worpswedes e. V. erwarb 1994 die inzwischen baufällige „Käseglocke“ und das umliegende, 2500 Quadratmeter große Waldgrundstück für 150.000 DM aus dem Nachlass der Koenemann-Witwe. 1996 wurde das Rundhaus und das umliegende Areal unter Denkmalschutz gestellt. Durch diesen formalen Akt konnten die neuen Eigentümer Mittel der Deutschen Stiftung Denkmalschutz (100.000 DM) und des Landes Niedersachsen (120.000 DM) für die letztendlich 260.000 DM teure Komplettsanierung der Käseglocke akquirieren. Lackschichten wurden abgetragen, Farben nach Originalbefund wieder aufgetragen. Elektrik und die sanitären Anlagen mussten erneuert werden, Türgriffe wurden rekonstruiert, teilweise eigens angefertigt. Die grüne Dachpappe aus Bitumen, die der damals verrotteten Originaleindeckung nahekommt, musste aus Kanada bezogen werden, die gesamte doppelwandige Außenhaut komplett erneuert werden. Statt Sand wurde Blähton als Dämmung eingesetzt.
Nach der mehrjährigen Sanierungsphase eröffnete die Käseglocke am 27. April 2001 als Museum für angewandte Kunst in Worpswede und das seit dem 19. Jahrhundert entstandene Kunsthandwerk. Um den Eindruck eines Wohnhauses zu erhalten, wurde bei der Präsentation auf die in Museen übliche Beschriftung der einzelnen Objekte verzichtet. Informiert werden die Gäste heute mit Textblättern, die am Eingang ausliegen.
Dem Trägerverein und seinem langjährigen Vorsitzenden Peter Elze ist es gelungen, einigen Exponate aus der Koenemannschen Sammlung wiederzubeschaffen. Neben den Ankäufen erhielten die Freunde Worpswedes Schenkungen von Kunsthandwerkern und anderen Personen. So sind in den öffentlich zugänglichen Räumen Arbeiten nahezu aller Worpsweder Kunsthandwerkerinnen und Kunsthandwerkern ausgestellt. Im Erdgeschoss bilden dabei die Möbel und Plastiken Bernhard Hoetgers und der Worpsweder Kunsthütten einen Schwerpunkt, während im Obergeschoss Möbel und andere Objekte nach Entwürfen Heinrich Vogelers präsentiert werden.
Die um 1931 entstandene Gartenanlage bietet eine Große Vielfalt aus expressionistisch anmutenden Mauerfragmenten und Grottenbauten, für die Koenemann verschmolzene und verformte Fehlbrände aus Ziegeleien sowie Keramik-Bruch und Schmelzglasbrocken aus regionalen Glashütten kostenfrei bezog. Auf dem Gelände stehen zudem mehrere kleine Gebäude, die mehrheitlich saniert wurden. Dazu zählen ein kleinerer Geräteschuppen, ein früher als Sauna gebrauchtes Tipi, das heute der Aufbewahrung von Heizmaterial dient, sowie das Nurdach-Haus. Dieses im Grundriss fünf mal fünf Meter messenden Gebäude entstand 1940/41 als Wagenremise und glich in seiner Form den einstigen Teufelsmoor-Hütten. Das stark baufällige Haus wurde 2006/07 grundlegend saniert und steht seit 2008 Künstlerinnen und Künstlern sowie auswärtigen Mitgliedern der Freunde Worpswedes für Kurzzeit-Aufenthalte zur Verfügung. Es verfügt über Bad, Toilette, Küche und Aufenthaltsraum.
Ein denkmalgeschütztes Nebengebäude in Form eines Nurdachhauses mit Dachhaus wurde 1940 gebaut für unterschiedliche Nutzungen als Stall, Backhaus und Werkstatt durch den Künstler Koenemann.

## Sonstiges
Betreut wird das Museum ausschließlich von ehrenamtlichen Kräften.
Die Worpsweder Käseglocke war ein Drehort für den Märchenfilm Das Märchen von den zwölf Monaten, der 2019 erstmals im Fernsehen gezeigt wurde.
2020 wurden dort Teile eines biografischen Dokumentarfilmes zum Leben des Künstlers Heinrich Vogeler gedreht: Titel: Heinrich Vogeler – Aus dem Leben eines Träumers.